# اندرزگر (ستاره‌شناس)
اندرزگر یا اندرزغر ستاره‌شناس و فیلسوف دوره ساسانی بود که با توجه به نوشتهٔ والنس، کتابی در موالید نگاشته است و نویسندگان قرون نخست اسلامی مانند ابن قفطی از وی یاد کرده‌اند.
عنوان کتاب موالید، نامی شناخته‌شده به‌ویژه نزد منجمان ایرانی و یونانی بود؛ چنانچه بطلیموس، والنس و ابوسهل فضل بن نوبخت نیز نوشته‌هایی با عنوان کتاب الموالید دارند که مراد از آن بررسی نباتات، جمادات و حیوانات و به‌طور کلی نظام طبیعت و آسمان و زمین بوده است.

## جستار های وابسته
- نجوم